# Stefanesia avramae
Genre
Espèce
Stefanesia avramae, unique représentant du genre Stefanesia, est une espèce d'opilions laniatores de la famille des Gonyleptidae.

## Distribution
Cette espèce est endémique du Minas Gerais au Brésil. Elle se rencontre vers Lavras.

## Description
Le mâle holotype mesure 9,00 mm et la femelle paratype 11,00 mm.

## Étymologie
Cette espèce est nommée en l'honneur de Stefania Avram.
Ce genre est nommé en l'honneur de Stefania Avram.

## Publication originale
- Soares & Soares, 1988 : « Opera Opiliologica Varia XXI. (Opiliones, Gonyleptidae). » Revista Brasileira de Entomologia, vol. 32, no 2, p. 233–237.